# Spaniens Grand Prix 2023
Spaniens Grand Prix 2023, officiellt Formula 1 AWS Gran Premio de España 2023, var ett Formel 1-lopp som kördes den 4 juni 2023 på Circuit de Barcelona-Catalunya i Montmeló i Spanien. Loppet var det åttonde loppet ingående i Formel 1-säsongen 2023 och kördes över 66 varv.

## Bakgrund

### Ställning i mästerskapet före loppet
| Pos. | Förare          | Poäng |
| ---- | --------------- | ----- |
| 1    | Max Verstappen  | 144   |
| 2    | Sergio Pérez    | 105   |
| 3    | Fernando Alonso | 93    |
| 4    | Lewis Hamilton  | 69    |
| 5    | George Russell  | 50    |

| Pos. | Konstruktör           | Poäng |
| ---- | --------------------- | ----- |
| 1    | Red Bull              | 249   |
| 2    | Aston Martin-Mercedes | 120   |
| 3    | Mercedes              | 119   |
| 4    | Ferrari               | 90    |
| 5    | Alpine-Renault        | 35    |

- Notering: Endast de fem bästa placeringarna i vardera mästerskap finns med på listorna.

### Deltagare
Förarna och teamen var desamma som säsongens anmälningslista utan ytterligare förare för tävlingen.

### Däck
Däckleverantören Pirelli tog med sig däckblandningarna C1, C2 och C3 (betecknade hårda, medium respektive mjuka) för stallen att använda under tävlingshelgen. Under fredagens träningspass fick teamen möjlighet att köra med två¨nya sets med hårda däck som skulle köras för Storbritanniens Grand Prix.

## Träningspassen
Tre träningspass ägde rum, alla under en timmes tid. De första två träningarna tog plats på fredagen medan den tredje kördes på lördagen.

## Kvalet
Kvalet kördes klockan 16:00 lokal tid (UTC+02:00) lördagen den 4 juni 2023.
| Pos.                    | Nr. | Förare           | Konstruktör                  | Kvaltider | Kvaltider | Kvaltider | Start- grid |
| Pos.                    | Nr. | Förare           | Konstruktör                  | Q1        | Q2        | Q3        | Start- grid |
| ----------------------- | --- | ---------------- | ---------------------------- | --------- | --------- | --------- | ----------- |
| 1                       | 1   | Max Verstappen   | Red Bull Racing-Honda RBPT   | 1:13.615  | 1:12.760  | 1:12.272  | 1           |
| 2                       | 55  | Carlos Sainz Jr. | Ferrari                      | 1:13.411  | 1:12.790  | 1:12.734  | 2           |
| 3                       | 4   | Lando Norris     | McLaren-Mercedes             | 1:13.295  | 1:12.776  | 1:12.792  | 3           |
| 4                       | 10  | Pierre Gasly     | Alpine-Renault               | 1:13.471  | 1:13.186  | 1:12.816  | 101         |
| 5                       | 44  | Lewis Hamilton   | Mercedes                     | 1:12.937  | 1:12.999  | 1:12.818  | 4           |
| 6                       | 18  | Lance Stroll     | Aston Martin Aramco-Mercedes | 1:13.766  | 1:13.082  | 1:12.994  | 5           |
| 7                       | 31  | Esteban Ocon     | Alpine-Renault               | 1:13.433  | 1:13.001  | 1:13.083  | 6           |
| 8                       | 27  | Nico Hülkenberg  | Haas-Ferrari                 | 1:13.420  | 1:13.283  | 1:13.229  | 7           |
| 9                       | 14  | Fernando Alonso  | Aston Martin Aramco-Mercedes | 1:13.747  | 1:13.098  | 1:13.507  | 8           |
| 10                      | 81  | Oscar Piastri    | McLaren-Mercedes             | 1:13.691  | 1:13.059  | 1:13.682  | 9           |
| 11                      | 11  | Sergio Pérez     | Red Bull Racing-Honda RBPT   | 1:13.874  | 1:13.334  | N/A       | 11          |
| 12                      | 63  | George Russell   | Mercedes                     | 1:13.326  | 1:13.447  | N/A       | 12          |
| 13                      | 24  | Zhou Guanyu      | Alfa Romeo-Ferrari           | 1:13.677  | 1:13.521  | N/A       | 13          |
| 14                      | 21  | Nyck de Vries    | AlphaTauri-Honda RBPT        | 1:13.581  | 1:14.083  | N/A       | 14          |
| 15                      | 22  | Yuki Tsunoda     | AlphaTauri-Honda RBPT        | 1:13.862  | 1:14.477  | N/A       | 15          |
| 16                      | 77  | Valtteri Bottas  | Alfa Romeo-Ferrari           | 1:13.977  | N/A       | N/A       | 16          |
| 17                      | 20  | Kevin Magnussen  | Haas-Ferrari                 | 1:14.042  | N/A       | N/A       | 17          |
| 18                      | 23  | Alexander Albon  | Williams-Mercedes            | 1:14.063  | N/A       | N/A       | 18          |
| 19                      | 16  | Charles Leclerc  | Ferrari                      | 1:14.079  | N/A       | N/A       | PL2         |
| 20                      | 2   | Logan Sargeant   | Williams-Mercedes            | 1:14.699  | N/A       | N/A       | PL2         |
| 107 %-gränsen: 1:18.042 |     |                  |                              |           |           |           |             |
| Källor:                 |     |                  |                              |           |           |           |             |